# Катынсу
Катынсу (Хатынсу; каз. Қатынсу) — одна из трёх основных рек бессточного бассейна озера Алаколь. Протекает по территории Абайской области Казахстана вблизи села Маканчи. Долина реки южнее села входит в национальный парк Тарбагатай.
Площадь водосборного бассейна реки — 2650 км².
Впадает в северную часть озера Алаколь на высоте 343 м над уровнем моря.
Восточнее реки находятся пески Бармаккум, западнее — пески Биикум.
Основной приток — река Коктерек — впадает слева.
Есть много легенд о названии реки Катынсу. В одной из них говорится, что река эта была с непростым нравом и как-то её течение унесло двух женщин (қатын (хатун) — женский титул, подобный мужскому титулу «хан», применявшийся в тюркских государствах) верхом на верблюде.